# Ngagi Wangpo
 (juillet 2017).
Si vous disposez d'ouvrages ou d'articles de référence ou si vous connaissez des sites web de qualité traitant du thème abordé ici, merci de compléter l'article en donnant les références utiles à sa vérifiabilité et en les liant à la section « Notes et références ».
Ngagi Wangpo (tibétain : ངག་གི་དབང་པོ, Wylie : Ngag gi dbang po), né en 1439, décédé le 8 juillet 1491, est un régent de l'Ü, partie orientale du Tibet central (Ü-Tsang), de la dynastie Rinpungpa. Il remplace Kunga Lekpa au titre de régent.
Il est remplacé dans ce rôle, à sa mort, par Tsokye Dorje, fils de Norzang, également tous deux de la dynastie Rinpungpa.